# Шатура
Шату́ра — город (с 1936 года) областного подчинения (с 2017 года) на востоке Московской области в России, административный центр городского округа Шатура (до 2017 года — Шатурского района). Население — 36 714 человек (2024).
Город расположен в Мещёрской низменности, рядом с Шатурской группой озёр. По Егорьевскому шоссе и другим автомобильным дорогам расстояние до МКАД составляет 122 км, до центра города Москвы — 138 км. Временно исполняющий обязанности главы городского округа Шатура — Николай Прилуцкий. Крупнейшие предприятия города — Шатурская ГРЭС и ОАО «Мебельная компания „Шатура“». Городской праздник — День города Шатуры — традиционно отмечается в первую субботу сентября.

## Этимология
Несмотря на то, что Шатура была образована в советское время, город не получил название, характерное для того периода. Название города имеет исторические корни. В 1417 и 1423 годах в духовных грамотах великого князя Василия Дмитриевича упоминается местность Шатур, позднее в конце XV века в разъезжей грамоте указана Шатурская волость. Впоследствии по местности назван обширный болотный массив, с запасами торфа, — Шатурские болота, которые в свою очередь дали название строящейся электростанции и целому ряду посёлков: Шатурторф, Шатурстрой и Шатура. Первоначальная форма названия с ударением на первом слоге сохранилась в названии села Ша́тур, расположенного в 15 км к юго-западу от города. Посёлок строителей электростанции ещё имел в своём названии исходное имя — Шатурстрой, но сама электростанция уже называлась Малая Шатура, а образованный в 1928 году рабочий посёлок — Шатура.
Название происходит от местного гидронима Шатур. В пользу этой теории можно привести ещё два гидронима с аналогичным названием: озеро Шатурское (Шатурково), расположенное на юго-востоке района, и речка Шатурка (Шатур), обозначенная на карте Меленковского уезда Владимирской губернии XVIII века и на межевой карте А. И. Менде 1850 года. Кроме того, в Шатурском и Егорьевском районах и в регионе Среднего Поочья есть и другие гидронимы на -ур — Кендур, Синур, Нинур и т. д., что позволяет предположить их общее происхождение. Эти гидронимы, предположительно, принадлежат к пласту дорусской субстратной топонимии. Однако определить их принадлежность к финно-угорским или дофинно-угорским языкам пока невозможно.

## Физико-географическая характеристика

### Географическое положение
Шатура расположена в пределах Мещёрской низменности, относящейся к Восточно-Европейской равнине. К северу от города находится Шатурская озёрная группа, состоящая из 5 озёр: Святое, Муромское, Белое, Чёрное и Чёрное-Спасское. Город расположен в 138 км к востоку от Москвы (122 км от МКАД), связан со столицей автомагистралью Р106 (Куровское — Шатура — Кривандино — Дмитровский Погост) и Р105 (Егорьевским шоссе). Через город проходит железнодорожная линия Казанского направления.

### Рельеф и геологическое строение
Территория города Шатуры находится в центральной части Восточно-Европейской платформы. На глубине более 1000 м лежит Русская плита, образовавшаяся в древнее докембрийское время. Древние отложения (мезозойские, юрские, меловые), перекрыты четвертичными, которые связаны в основном с деятельностью ледника, наносами (моренными и флювиогляциальными). Близкое залегание водоупорных юрских глин, плоский рельеф и слабый дренаж обусловили наличие многочисленных болот и торфяников.
Город находится на территории Мещёрской физико-географической провинции подзоны смешанных лесов лесной зоны с преобладанием ландшафтов водно-ледниковых равнин. Рельеф плоский и волнистый, среди форм рельефа преобладают песчаные бугры (гривы) и сырые, заболоченные котловины. Почвы торфяные верховые и низинные, а также подзолистые и подзолисто-глееватые. Средняя высота центра города — 125 м над уровнем моря.

### Климат
Климат умеренно континентальный. Континентальность климата выражена сильнее, чем в западных частях Московской области; для Шатуры, как и для района, характерна более низкая температура зимой и более высокая температура летом. Среднегодовая температура воздуха +4,5 °C; средняя температура января −9,6 °C; средняя температура июля +18,4 °C. Абсолютный максимум в +39 °C наблюдался в августе 2010 года, а абсолютный минимум (за период с 1960 года) в −43 °C — в январе 1987-го..
Средняя годовая норма осадков составляет 570 мм. Наибольшее их количество обычно приходится на июнь — август, а наименьшее — на март.
Весенние заморозки обычно заканчиваются к 10—15 мая. Первые заморозки начинаются со второй половины сентября, в отдельные годы — в конце августа. Появление снега наблюдается в период 27 октября — 4 ноября, а устойчивый снежный покров образуется в третью декаду ноября (23—25). Начало разрушения снежного покрова приходится на вторую декаду апреля. Число дней со снежным покровом составляет 150—155 дней.
В течение года преобладающими ветрами являются юго-восточные и западные. В зимние месяцы преобладают юго-западные и южные ветры. Средняя скорость ветра за год — 3 м/сек.
В Шатуре, как и во всём районе, преобладает пасмурная погода. Ясные дни наблюдаются в течение года в среднем лишь 1—2 раза в месяц. Зимой пасмурное небо наблюдается в среднем более 20 дней в месяц, летом — 10—12 в месяц.
| Показатель                                                      | Янв. | Фев.  | Март | Апр. | Май  | Июнь | Июль | Авг. | Сен. | Окт. | Нояб. | Дек. | Год |
| --------------------------------------------------------------- | ---- | ----- | ---- | ---- | ---- | ---- | ---- | ---- | ---- | ---- | ----- | ---- | --- |
| Абсолютный максимум, °C                                         | 6    | 4     | 16   | 24   | 33   | 34   | 38   | 39   | 27   | 20   | 15    | 8    | 39  |
| Средний суточный максимум, °C                                   | −6,5 | −5,2  | 0,9  | 10,2 | 18,1 | 21,9 | 23,8 | 21,7 | 15,5 | 7,9  | 0,3   | −4   | 8,8 |
| Средняя температура, °C                                         | −9,6 | −9    | −3,3 | 5,4  | 12,5 | 16,4 | 18,4 | 16,3 | 10,6 | 4,5  | −2    | −6,6 | 4,5 |
| Средний суточный минимум, °C                                    | −13  | −12,9 | −7,3 | 0,9  | 6,8  | 10,8 | 13,1 | 11,3 | 6,4  | 1,5  | −4,4  | −9,4 | 0,3 |
| Абсолютный минимум, °C                                          | −43  | −38   | −38  | −27  | −7   | 1    | 6    | 2    | −9   | −20  | −36   | −42  | −43 |
| Норма осадков, мм                                               | 37   | 30    | 26   | 34   | 45   | 69   | 73   | 62   | 56   | 51   | 45    | 42   | 570 |
| Источник: Climate-data.org и Monthly Averages for Shatura, RUS. |      |       |      |      |      |      |      |      |      |      |       |      |     |

### Экология
Экологическая обстановка в Шатуре и её пригородах оценивается как напряжённая. Наибольшее локальное воздействие на окружающую среду оказывает Шатурская ГРЭС. В связи с наличием в городе крупной электростанции Шатура занимает одно из первых мест в Московской области по доле выбросов от стационарных источников, загрязняющих приземный слой атмосферы. В почвах на территории города выявлены техногенные аномалии цинка, меди и свинца. Кроме того, в окрестностях Шатуры имеются зоны с повышенной концентрацией кадмия, не превышающей предельно допустимой концентрации. К югу от Шатуры находится, закрытый летом 2020 года, полигон ТБО.
Шатура окружена большим количеством торфяников, наличие которых приводит к торфяным пожарам в летний период. Особенно сильные торфяные пожары отмечались в 1972, 1981, 1992, 2002 и 2010 годах. Пожары приводят к сильному задымлению воздуха. В состав смога входит угарный газ, мелкие взвешенные частицы, бензол и другие продукты горения. Наиболее близкий к Шатуре очаг возгорания находится в Малькиной Гриве. С 2010 года в Московской области реализовывалась долгосрочная целевая программа «Экология Подмосковья на 2011—2013 гг.», согласно которой в Шатурском районе проводилось обводнение торфяников. К концу 2013 года программа обводнения была выполнена в полном объёме.
В Шатуре имеется городской парк культуры и отдыха им. Ю. А. Гагарина, на территории которого расположены аттракционы (в том числе, колесо обозрения), детские площадки и летнее кафе. В парке регулярно проводятся культурно-массовые мероприятия, такие как День Победы, День памяти и скорби, День города. Парк занимает территорию площадью 8 га.

### Часовой пояс
Шатура, как и вся Московская область, находится в часовой зоне МСК (московское время). Смещение применяемого времени относительно UTC составляет +3:00.

## История

### Ранняя история
По берегам озера Святого обнаружено несколько неолитических стоянок и поселений, относящихся к верхневолжской, льяловской и волосовской археологическим культурам. Археологические находки свидетельствуют о том, что окрестности города были заселены ещё много тысячелетий назад. До IX—X веков данную территорию населяли в основном финно-угорские племена, предположительно мещёра. Заселение славянами началось с IX—XI вв.
Во времена Киевской Руси территория современной Шатуры находилась в Ростово-Суздальском княжестве (с середины XII века во Владимиро-Суздальском), а к концу XIV века вошла в состав Московского княжества. В писцовой книге Владимирского уезда 1637—1648 гг. местность южнее озера Святого относится к Шатурской волости Владимирского уезда, там же упоминается деревня Перинская (ныне улица Ботино).
В 1708 году образована Московская губерния, куда вошла территория города. После образования в 1719 году провинций данная местность вошла во Владимирскую провинцию, а с 1727 года во вновь восстановленный Владимирский уезд. В 1778 году образовано Рязанское наместничество (с 1796 года губерния). Впоследствии вплоть до начала XX века территория города входила в Егорьевский уезд Рязанской губернии.
В 1793 году впервые упоминается деревня Тарбеиха. Несмотря на то, что деревня располагалась на Владимирском тракте, она была сравнительно небольшой и в ней отсутствовали какие-либо общественные заведения. Мужчины занимались в основном плотничеством, а женщины ткали нанку. Однако ситуация меняется в начале XX века. Так в 1912 году открыто движение по железнодорожной ветке Люберцы — Арзамас. Железная дорога прошла к югу от деревни Тарбеихи.

### Строительство Шатурской ГРЭС
Изыскательские работы на торфяных болотах Мещёрского края велись ещё до первой мировой войны. В добыче торфа участвовали местные фабриканты Хлудовы, Клоповы, Морозовы, Костеревы и др. Торф использовался на фабриках Егорьевска и Орехово-Зуева. В 1914 году Р. Э. Классон, сотрудник «Общества электрического освещения 1886 года», исследует шатурские торфяные болота.
После февральской революции Московская городская управа выделила небольшие средства на разработку шатурских торфяных болот. Работами по подготовке строительства электростанции руководили А. В. Винтер и И. И. Радченко. Однако вскоре кредитование было прекращено и стройка остановлена. За лето 1917 года удалось только произвести некоторые изыскательские работы и заготовить несколько десятков столбов для электролиний.
В декабре 1917 года А. В. Винтер сделал краткий доклад В. И. Ленину о проекте сооружения на шатурских болотах крупной электрической станции на торфяном топливе с целью обеспечения Москвы электроэнергией. Ленин одобрил данный проект и отдал распоряжение о начале строительства станции. Впоследствии А. В. Винтер вспоминал: «Декабрьский день 1917 г. в Смольном следует считать первым днём строительства Шатурской электростанции».
20 апреля 1918 года Совнарком принял декрет «Декрет о разработках торфяного топлива» и положение «Об организации Главного торфяного комитета». Так была заложена нормативная база для организации торфоразработок. Спустя месяц был создан штаб по строительству Шатурской электростанции. И. И. Радченко был назначен начальником Главторфа, а А. В. Винтер — начальником строительства. Весной этого же года образовано предприятие «Шатурские государственные торфяные разработки Главного торфяного комитета ВСНХ РСФСР» (впоследствии Шатурское торфопредприятие).
2 мая 1918 года Винтер выбрал на восточном берегу Чёрного озера место под строительство электростанции. Здесь была построена контора и несколько бараков, а в 1919 году возникает посёлок Шатурстрой («Учебный Городок»). В августе 1919 года началось строительство временной электростанции (Малая Шатура), и уже 25 июня 1920 года состоялось её торжественное открытие, на котором присутствовал Председатель ВЦИК М. И. Калинин.
К 1920 году к западу от Чёрного озера был построен жилой посёлок, где располагались бараки, жилые дома, школа, баня и столовые. В 1922 году посёлок получил название Чёрное Озеро.
В конце июня 1923 года началось строительство Большой Шатурской ГРЭС. 23 сентября 1925 года станция была включена в сеть МОГЭС, а 6 декабря 1925 года электростанция вступила в строй. На митинге, посвящённом открытию ГРЭС, ей было присвоено имя В. И. Ленина.

### Рабочий посёлок Шатура
За время строительства Шатурской электростанции была создана огромная инфраструктура, образованы десятки посёлков. Однако вплоть до 1928 года на всей этой территории отсутствовала единая официальная администрация, фактически вся административная власть была сосредоточена в руках Винтера.
21 мая 1928 года рабочий посёлок Чёрное Озеро, посёлок Шатурстрой, Временный посёлок и деревня Тарбеиха были объединены в рабочий посёлок Шатура. Первым председателем поселкового совета был Г. И. Безруков, последним — И. С. Ершов. С 1928 года центр общественной и хозяйственной жизни перемещается из Центрального посёлка (ныне Шатурторф) в Шатуру. Здесь были построены жилые дома, клуб и административные здания. Типография газеты также переезжает в Шатуру, и в апреле 1930 года вышел первый номер газеты «Ленинская Шатура».
В 1929 году рабочий посёлок стал центром вновь образованного Шатурского района. Однако уже в 1933 году Шатурский район был ликвидирован, но Шатура с прилегающей сельской территорией была выделена в особую административно-территориальную единицу.
В 1932 году создан Шатурский государственный торфяной трест (впоследствии ПО «Шатурторф»).

### Город Шатура
17 апреля 1936 года рабочий посёлок Шатура получил статус города. Первым председателем горисполкома стал Шилов В. С. (25.05.1936 — 03.06.1937), затем непродолжительное время исполняющим обязанности председателя был Кузьмин Ф. В. С 1 сентября 1937 года на данный пост утверждён Ратников Михаил Антонович, который руководил горисполкомом вплоть до начала Великой Отечественной войны.
В годы Великой Отечественной войны районные электростанции Московской энергосистемы были эвакуированы. Основная нагрузка по обеспечению столицы электроэнергией легла на ГРЭС им. Классона, Шатурскую ГРЭС и ТЭЦ в Орехово-Зуеве. Электростанцию и железную дорогу защищали зенитные орудия, которые стояли в Шатуре и её окрестностях, а также вдоль железной дороги. Налёты немецкой авиации происходили с октября 1941 по июнь 1943 года, однако за всё время ни одна бомба не упала на Шатурскую ГРЭС. За выполнение боевых задач по защите электростанции 232-му зенитно-артиллерийскому дивизиону ПВО было вручено Боевое Знамя. С 5 по 19 декабря 1941 года в Шатуре размещался военно-полевой госпиталь 2307.
За годы войны в ряды Красной Армии из Шатуры и района было призвано 33 860 человек, 10 108 из них не вернулись с полей сражений. Одиннадцать шатурян удостоены звания Героя Советского Союза. На электростанции и торфяных предприятиях мужчин, ушедших на фронт, заменили женщины, старики и подростки. Тогда в Шатуре зародилось движение двухсотниц, а затем пятисотниц и шестисотниц. Женщины выполняли дневную норму по заготовке торфа на 500 % и 600 %.
В 1956 году вновь образован Шатурский район, в состав которого вошли населённые пункты, подчинённые Шатурскому горсовету, и упразднённый Кривандинский район.
В 1966—1972 годах на электростанции были введены три новых блока, в результате мощность ГРЭС возросла в 5 раз. Во второй половине XX века развиваются также отрасли народного хозяйства не связанные с энергетикой и добычей торфа. В 1961 году открыта Шатурская мебельная фабрика, преобразованная в 1963 году в мебельный комбинат. В 1979 году в Шатуре основан Научно-исследовательский центр по технологическим лазерам (НИЦ ТЛ) АН СССР. Кроме того, в 1960-70-х годах построены новая швейная фабрика, хлебокомбинат, молокозавод, горпищекомбинат, завод по ремонту телеаппаратуры.
В 80-х годах XX века объём торфоразработок постепенно снижается, и в 1986—1989 годы был реализован проект «Реконструкция ГРЭС № 5 на сжигание газа».
В 2004 году в состав города Шатура были включены посёлок городского типа Керва и деревня Ботино.
В 2005 году было создано муниципальное образование «Городское поселение Шатура», включившее город Шатуру и 23 сельских населённых пункта.
19 июня 2017 года город будет преобразован из города районного подчинения в город областного подчинения и вместе с административной территорией станет административно-территориальной единицей вместо Шатурского района.

## Население
| 1931    | 1939    | 1959    | 1967    | 1970    | 1979    | 1989    | 1992    | 1996    |
| ------- | ------- | ------- | ------- | ------- | ------- | ------- | ------- | ------- |
| 5200    | ↗15 122 | ↗19 629 | ↗21 000 | ↗24 482 | ↗29 367 | ↗31 635 | ↗31 900 | ↘31 400 |
| 1998    | 2000    | 2001    | 2002    | 2003    | 2005    | 2006    | 2007    | 2008    |
| ↘31 200 | ↘31 100 | ↘31 000 | ↘30 393 | ↗30 400 | ↗31 800 | ↗32 565 | ↘31 300 | ↘31 200 |
| 2009    | 2010    | 2011    | 2012    | 2013    | 2014    | 2015    | 2016    | 2017    |
| ↘31 031 | ↗32 885 | ↗32 900 | ↗33 029 | ↗33 109 | ↗33 190 | ↗33 308 | ↗33 412 | ↘33 222 |
| 2018    | 2019    | 2020    | 2021    | 2023    | 2024    |         |         |         |
| ↘32 838 | ↘32 384 | ↘32 019 | ↗38 230 | ↘37 294 | ↘36 714 |         |         |         |

На 1 января 2025 года по численности населения город находился на 413-м месте из 1124 городов Российской Федерации..
С момента образования Шатуры и на протяжении всего XX века происходил постоянный рост численности населения города. В период 1989—2008 гг. численность постоянного населения практически не менялась. С 2010 года снова наблюдается незначительный рост численности жителей. Однако основной прирост населения происходит за счёт миграционного притока, в городе же смертность превышает рождаемость более чем в два раза. Следует отметить достаточно высокую концентрацию населения: доля Шатуры в численности населения района в 2014 году составляла 46 %.
По данным переписи 2010 года численность населения Шатуры составила 32 885 человека, в том числе 14 917 мужчин и 17 968 женщины. На 2008 год доля трудоспособного населения составляла около 58 %, старше трудоспособного — 24,2 %, моложе трудоспособного — 18,2 %. В сравнении с 1989 годом отмечается увеличение удельного веса населения старше трудоспособного возраста и уменьшение населения младше трудоспособного возраста. Однако не всё трудоспособное население работает в городе, для Шатуры характерна маятниковая трудовая миграция — 8 % от населения города каждый день ездят в Москву и другие соседние города на работу.

## Символика
Первое изображение эмблемы Шатуры появилось в 1925 году на чертежах шатурского строительства. На двух ржаных снопах была изображена электростанция, от которой отходили лучи. По краям электростанции стояли рабочий-энергетик и рабочий-торфяник. Однако впоследствии эмблема в качестве официального символа не использовалась. В 1957 году художник А. И. Семёнов предложил в качестве символа изображение опоры «шатурского типа». Данное изображение стало неофициальной эмблемой газеты «Ленинская Шатура», а потом в натуральную величину была поставлена дорожным указателем на въезде в город.
Первый официальный герб Шатуры был утверждён 16 ноября 1995 года решением главы администрации Шатурского района. Автором герба была Мария Анатольевна Ерёмина. Герб представлял собой щит, разделённый горизонтально на две части. В верхнем червлёном поле герба был изображён Святой Георгий на коне серебряного цвета, колющий копьём золотого змея. Нижнее поле зелёного цвета пересекалось пятью волнистыми лазоревыми поясами. Поверх поля изображался червлёный круг, в центре которого размещалась электроопора со стрелой. По сторонам червлёного круга были изображены золотой колос и часть зубчатого колеса, внизу имелась надпись лазоревыми цифрами 1936, год образования города. Верхняя часть щита обозначала административно-территориальную принадлежность Шатуры к Московской области, нижняя — символизировала Шатурскую ГРЭС.
Ныне действующий герб утверждён решением Совета депутатов городского поселения Шатура от 26 мая 2011 года № 6/19 «О гербе городского поселения Шатура Шатурского муниципального района Московской области», и впоследствии внесён в Государственный геральдический регистр Российской Федерации за № 7169. Герб городского поселения Шатура разработан на основе герба Шатурского района. Описание герба: «В зелёном поле над оконечностью, пересечённой мурованным золотом и лазурью, летящий вправо и вверх с воздетыми крыльями золотой журавль, сопровождаемый выходящим в правом нижнем углу пламенеющим солнцем (без изображения лица) того же металла».
Ныне действующий флаг утверждён решением Совета депутатов городского поселения Шатура от 26 мая 2011 года № 7/19 «О флаге городского поселения Шатура Шатурского муниципального района Московской области». Флаг в целом повторяет оформление герба. Описание флага: «Прямоугольное двухстороннее зелёное полотнище с отношением ширины к длине 2:3, воспроизводящее композицию герба городского поселения Шатура голубым и жёлтым цветами».

## Наука
- Институт проблем лазерных и информационных технологий РАН (ИПЛиТ РАН), ранее — Научно-исследовательский центр по технологическим лазерам (НИЦТЛ)[112]
- Шатурский филиал Института теплофизики экстремальных состояний объединённого института высоких температур (ИТЭС ОИВТ) РАН

## Спорт
- В городе крупный спортивный комплекс, включающий бассейн, стадион, несколько открытых площадок, построенный в 2007 физкультурно-оздоровительный комплекс (ФОК «Шатура», c бассейном).
- В городе расположен футбольный клуб «Селтик»[113], выступающий в Первенстве России среди команд III дивизиона (ЛФЛ) (зона «Московская область», группа Б), Чемпионате, Первенстве и Кубке городского округа Шатуры, а также в Лиге чемпионов Подмосковья[114]. Ранее в любительском первенстве России (ЛФЛ/КФК) город представляли команды «Динамо»[115] и «Энергия»/ФК «Шатура»[116].
- В 2024 году на базе спортивного комплекса «Энергия» возрожден «Теннисный клуб муниципального округа Шатура», который организует соревнования для всех любителей тенниса и гостей города.

## Религия
- Храм Новомучеников и исповедников Шатурских в центре города, рядом с запланированным Никольским храмом.

## Экономика
Крупнейшие предприятия города:
- Шатурская ГРЭС — крупная электростанция регионального значения по выработке электрической и тепловой энергии
- МК «Шатура» — крупнейший в России комбинат по производству мебели
- ООО «Шаттдекор» — производство мебельной облицовочной плёнки

## Энергетика
- Закупаемыми на ГРЭС электроэнергией и теплом город обеспечен от сетей принадлежащих Э.ОН Россия
- Природный газ поступает в город от газопровода «Горький — Центр», газифицирован в связи с переводом электростанции на газ.

## Транспорт
Город расположен на южном, через Казань, направлении транссибирской железнодорожной магистрали.
Со станции Шатура отправляются пассажирские электропоезда на Москву, время в пути до Казанского вокзала около 2 час. 20 мин, до станции метро Выхино около 2 час. 00 мин, до станции Люберцы-1 примерно 1 час. 50 мин. Прямое сообщение с городами Куровское и Люберцы. В направлении от Москвы со станции Шатура электропоезда идут до станции Черусти (около 30 мин).
Через город проходит автодорога регионального значения Р106 Куровское — Шатура — Кривандино — Дмитровский Погост — пересечение с автодорогой Р105 (Москва — Егорьевск — Касимов).
Регулярное прямое автобусное сообщение с Москвой (м. Котельники), с Рязанью, Спас-Клепиками, Егорьевском, Рошалем, Орехово-Зуевым, городами и посёлками района.
Городской транспорт представлен шестью автобусными маршрутами.
В городе находится станция Чёрное озеро узкоколейной железной дороги ОАО «Шатурторф» (ныне демонтированной).

## Связь и СМИ
- Почтовая связь предоставляется отделением федеральной почтовой связи
- Телефонная связь предоставляется компанией Ростелеком

### Печатные издания
Печать представляют газеты «Вестник Восточного Подмосковья» и ГУ МО «Информационное агентство Шатурского района»: «Ленинская Шатура», а также две рекламные газеты.

### Телевидение
В черте городского поселения (д. Ботино) размещён телевизионный передающий центр (РТПС № 3 московской радиосистемы):
- Первый канал
- Россия-1
- РТВ-Подмосковье / 360°
- НТВ

Цифровое телевидение РТРС:
- РТРС-1
- РТРС-2

### Мобильная связь и интернет
- «МегаФон», «Yota» (GPRS/EDGE/3G/LTE)
- «МТС», «Билайн», «Tele2», «Ростелеком» (GPRS/EDGE/3G)
- «Skylink» (LTE)

### Интернет-провайдеры
- «Юдипи» (shatura.net), высокоскоростной доступ к сети Интернет (до 100 Мбит/с, плюс цифровое ТВ), реализованный на основе технологии Ethernet
- «Ростелеком» (Коммутируемый доступ / ADSL / SDSL; выделенные линии)
- «Флекс» (Radio Ethernet)
- «Билайн-Домашний Интернет», высокоскоростной доступ к сети Интернет (до 100 Мбит/с), реализованный на основе технологии Ethernet
- «Сити-Стрим», высокоскоростной доступ к сети Интернет в Шатуре и Шатурском районе.

## Культура
В Шатуре отсутствуют объекты культурного наследия, охраняемые государством. Однако имеются памятники, представляющие историко-культурную ценность.

### Памятники архитектуры
В городе расположены ряд памятников гражданской и промышленной архитектуры, построенные по проектам Архитектурного Бюро Шатурского строительства под руководством Л. А. Веснина:
- Здание Шатурской опытной электростанции, 1920 г.
- Здание Шатурской Государственной электростанции ШГЭС-ГРЭС № 5, 1925 г.
- Здание паровой насосной станции холодного и горячего водоснабжения, 1925 г.
- Здание электрической подстанции городского освещения, 1925 г.
- Деревянная жилая застройка на улице Московская[117].

### Памятники монументального искусства
- Памятник В. И. Ленину. Скульптор — В. Ц. Валев. Установлен на центральной площади города, названной в его честь, в 1937 году. Первый памятник, сооружённый в Шатуре. Скульптура Ленина была отлита из бронзы и поставлена на высокий постамент из тёмного лабрадора[118].
- Памятник «Воинам-шатурянам 1941—1945 гг.».
- Бюст А. В. Винтера.
- Монумент «Космонавты» в сквере XXX лет Октября.
- Мемориал «Аллея героев». Установлен в честь шатурян, Героев Советского Союза.
- Мемориал «Воинам Великой Отечественной войны — работникам ГРЭС № 5».
- Мемориал «Воинам-торфяникам».
- Памятник «Торфяница».
- Памятник «Зенитка». В честь зенитчиков 232 ОЗАД.
- Мемориал «Воинам-интернационалистам».
- Мемориал «Жертвам политических репрессий».
- Мемориал «Ликвидаторам Чернобыля»[119].
- Памятник маршалу Борзову. Открыт 4 сентября 2007 года перед центральной библиотекой[120].

### Учреждения культуры
- Шатурская центральная библиотека, Шатурская детская городская библиотека, Кервская городская библиотека;
- Районный ДК им. Нариманова
- Краеведческий музей Шатурского района
- Детская школа Искусств им. Н. Н. Калинина

## Международные отношения города и района
С 2005 года Шатурский район заключил ряд соглашений об установлении породнённых связей и сотрудничества в торгово-экономической, научно-технической и гуманитарно-культурных сферах. В настоящий момент побратимами города и района являются:
- Хасковская область (Болгария) (2005 год)[122]
- община Хасково (Хасковская область, Болгария) (2008 год)[123]
- Лозовской район (Харьковская область, Украина) (2009 год)[124]
- Узденский район (Минская область, Беларусь) (2010 год)[125]
- Шатийон-сюр-Эндр (округ Шатору, Франция) (2014 год)[126]